# Booder
Booder, nom de scène de Mohammed Benyamna, né le 13 août 1978 à Bouarfa, est un acteur et humoriste franco-marocain.

## Biographie

### Jeunesse
Mohammed Benyamna naît à Bouarfa, un petit village du Maroc le 13 août 1978,. Atteint à la naissance de problèmes respiratoires, il arrive à Paris à 5 mois avec sa mère pour retrouver son père plombier et se faire soigner pendant 6 ans à l'Hôpital-Necker. Il grandit dans le 10e arrondissement de Paris, dans le quartier de la Grange-aux-Belles avec ses trois frères. 
Au club de théâtre de son lycée, il se découvre un goût pour la comédie. Passionné de football, Booder est entraineur et éducateur. Après avoir obtenu un baccalauréat et un DEUG en comptabilité, il décide de changer de voie pour monter sur les planches et devenir humoriste. 
Son pseudonyme, « Booder », est une référence à celui qui fut son sportif préféré, le footballeur marocain Aziz Bouderbala,. Il acquiert la nationalité française par naturalisation le 24 juin 1999.

### Carrière
Au début de sa carrière, il fait partie d'un trio avec deux autres humoristes sans trouver le succès et tente sa chance en solo. À partir de 2004, Il se produit dans les one-man-show dans les salles parisiennes. Repéré par le producteur Rachid Ould-Ali, il se voit confier la première partie du spectacle de Mouss Diouf, au théâtre du Gymnase à Paris.
Il apparaît pour la première fois au cinéma en 2003, dans Corps à corps de François Hanss.
En 2006, Booder écrit son premier one-man-show The one man show Booder avec Rachid Ould'Ali qui le met en scène. Il joue ensuite dans Neuilly sa mère ! de Gabriel Julien-Laferrière, Beur sur la ville de Djamel Bensalah, Pattaya de Franck Gastambide...
En 2020, il publie son autobiographie Un bout d'air chez Hugo Publishing et présente son deuxième spectacle  Booder is back, mis en scène par Youssef Bouchikhi au Théâtre Le Grand Point Virgule à Paris,.
Fidèle de l'émission Vendredi, tout est permis avec Arthur depuis 2016 sur TF1, il fait ses débuts en tant que nouveau sociétaire de l'émission de radio Les Grosses Têtes, animée par Laurent Ruquier.
En 2022, il réalise avec Gaëlle Falzerana son premier long métrage, une comédie, Le Grand Cirque. Il tient le premier rôle celui de Momo, un comédien qui, à la suite d'une rencontre va faire partie d'une association de clowns bénévoles qui rend visite aux enfants hospitalisés. Le film, inspiré de son expérience, sort en février 2023.
Depuis 2024, Booder interprète Samir, le héros de la série Le Nounou sur TF1. La même année, l'acteur choisit le thème de l'école pour son troisième spectacle Ah... l'école !.

### Vie privée
Booder est facilement reconnaissable à sa petite taille (1,60 mètre), son physique atypique et son chapeau. Bien que la presse lui ait parfois prêté la maladie de Maroteaux-Lamy, il ne souffre d'aucune maladie génétique, ce qu'il a précisé plusieurs fois dans ses interviews.
Booder vit en couple et a un fils né en 2011.

## Filmographie
• 1987 :  courte apparition dans le film " Le miraculé" de JP Mocky. Il ne figure pas au générique.
- 2003 : Corps à corps de François Hanss : l'animateur
- 2005 : Bab el web de Merzak Allouache : figurant
- 2009 : Neuilly sa mère ! de Gabriel Julien-Laferrière : Abdelmalik, le chef du gang des Picasso
- 2009 : Je vais te manquer d'Amanda Sthers : policier
- 2009 : La Marche des crabes (court métrage) de Hafid Aboulahyane : Aziz
- 2010 : Opération 118 318, sévices clients de Julien Baillargeon : Kader Belkacem
- 2011 : Halal police d'État de Rachid Dhibou : le Berbère
- 2011 : Beur sur la ville de Djamel Bensalah : lieutenant Khalid Belkacem
- 2012 : Un Marocain à Paris (ar) de Saïd Naciri
- 2016 : Pattaya de Franck Gastambide : le stewart
- 2016 : Spatts! (court métrage) de Régis Loisel
- 2017 : Ouvert la nuit d'Édouard Baer : le vendeur de rose
- 2018 :  Neuilly sa mère, sa mère ! de Gabriel Julien-Laferrière : Abdelmalik
- 2018 : Alad'2 de Lionel Steketee
- 2021 : Le Furet (téléfilm) de Thomas Sorriaux : William
- 2023 :  Le Grand Cirque  de Booder et Gaëlle Falzerana : Momo
- Depuis 2024 : Le Nounou, série de Thomas Sorriaux : Samir

## Émissions de télévision
- 2010 : Ticket pour le soleil
- 2011, 2015 et 2018-2020 : Touche pas à mon poste ! sur France 4 et C8.
- 2011, 2014 et 2020 : Fort Boyard sur France 2.
- 2014 : Jazirat Al Kanz, la version marocaine de Fort Boyard
- 2015 : L'Académie des neuf (NRJ 12)
- Depuis 2016 : Vendredi, tout est permis avec Arthur sur TF1.
- 2017 : Cache toi-si tu peux sur Gulli.
- 2019 / 2020 : Le Grand Concours TF1.
- 2020 : La Grosse Rigolade sur C8.
- 2020 : District Z (3e épisode de la 1re saison) sur TF1.
- 2020-2022 : Les Touristes sur TF1.
- 2020 : Tous en cuisine, en direct avec Cyril Lignac  sur M6.
- 2023-2024 : Vendredi, tout est Booder sur TF1.

## Clips
- 2007 : Nouveau Français, Amel Bent
- 2011 : La Danse des magiciens, Magic System
- 2012 : Elle t'a maté (Fatoumata), Keen'V
- 2017 : En chaleur, Ghetto Phénomène feat. Jul
- 2019 : Social, Lartiste

## Spectacles

### One man show
- 2006 : The one man show Booder de Booder et Rachid Ould'Ali, mise en scène Rachid Ould'Ali,  Théâtre du Temple
- 2019 - 2024 : Booder is back de Booder, mise en scène Youssef Bouchikhi, Théâtre Le Grand Point Virgule à Paris
- 2024- : Ah... l'école !

### Théâtre
- 1989 : Lapin chasseur, Jerôme Deschamps, Théâtre national de Chaillot, Grande halle de la Villette
- 2017 : La grande évasion de Paul Séré, Booder, Wahid Bouzidi, mise en scène de Youssef Bouchikhi, Apollo Théâtre[14]
- 2023 - 2024 : Pour le meilleur et le pire de Jean Franco et Benjamin Massard, mise en scène de Benjamin Massard, tournée
- 2025 : Le Casse de l’année de Jean Franco et Guillaume Mélanie, mise en scène de Guillaume Mélanie, tournée

### DVD
- 2008 : Booder-The One Man Show